# Tenente Galinha
João Antonio de Oliveira (São Paulo, 3 de maio de 1871 — São Paulo, 23 de abril de 1913) foi um oficial da Força Pública do Estado de São Paulo, popularizado na crônica policial como Tenente Galinha. Tornou-se célebre devido à brutalidade que empregava no combate ao crime no interior do estado no começo do século XX, quando atuou no comando de destacamentos responsáveis pela proteção a propriedades ameaçadas por bandoleiros e ladrões de cavalos.

## Biografia
Analfabeto funcional, Oliveira alistou-se na força policial da província em 1888. Desertou duas vezes e era alvo frequente de ações disciplinares, mas apesar disso cumpria a contento as funções a que era designado, tornou-se alferes em 1901, sendo promovido a tenente em 1909.
Com o desenvolvimento de São Paulo em direção ao interior e consequente aumento na criminalidade, as autoridades formaram o Serviço de Capturas, conhecido simplesmente por "captura" ou "volante", para repressão ao banditismo nessas áreas. O tenente foi designado então para o comando de uma tropa formada por aproximadamente dez soldados — força ampliada em cada cidade por mais dois ou três moradores locais, os "pombeiros", que serviam como guia e indicavam os locais de ação dos criminosos.
Diz-se que o chefe da volante considerava mais fácil e menos oneroso ao estado que ele executasse os bandidos a submetê-los ao processo legal, e em suas incursões ele e seus homens eliminaram diversos criminosos. Entre os vários sinais da brutalidade então empregada estava a prática de decepar a orelha das vítimas e enviá-las para a capital do estado. O poder outorgado ao tenente acabou levando a outras formas de abuso e desrespeito à lei, como estupro, assassinato de ciganos e espancamento de inocentes que desagradassem de alguma forma os soldados.
Galinha sobreviveu a todos os riscos envolvidos nas missões em que participou, apenas para ser assassinado em 1913 em casa e na própria cama pelo amante de sua esposa.